# Markus Becker (Sänger)
Markus Becker (* 17. März 1971 in Annweiler am Trifels) ist ein deutscher Partyschlagersänger, dessen Markenzeichen seit Mitte 2007 ein roter Cowboyhut ist.

## Leben

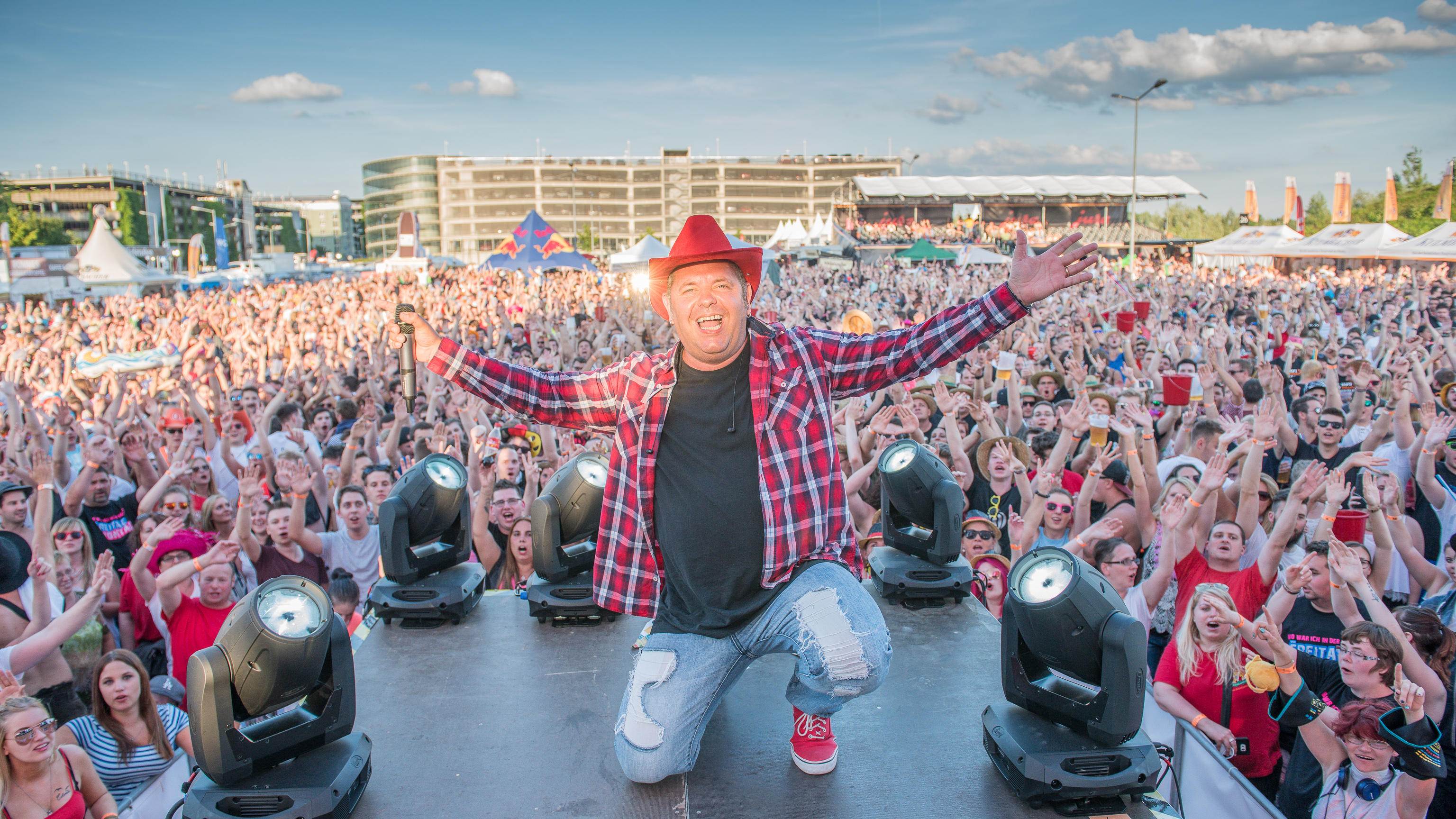
Markus Becker bei der Super Sommer Sause Airport Nürnberg 2016

Der Sohn eines Bankdirektors verließ das Gymnasium nach der zwölften Klasse mit der Fachhochschulreife. Er absolvierte Ausbildungen zum Krankengymnasten und zum Einzelhandelskaufmann. 1995 lernte er die ausgebildete Krankenschwester Kirstin kennen, die er 1997 heiratete und mit der er einen Sohn (* 1996) und eine Tochter (* 1998) hat.
Auftritte mit Schlagern hatte Becker ab 1993, seit 2001 singt er professionell. Seit 2003 tritt er wöchentlich im Mega-Park auf Mallorca und seit 2004 am bulgarischen Goldstrand auf. Jährlich absolviert er bis zu 300 Auftritte. Von Sat.1 und Jürgen Drews bekam er im Jahre 2006 den Titel König vom Goldstrand verliehen.
Zu seinen Hits gehören Ballermannschlager wie Düdeldü, Mallorca, hey wir kommen oder Hörst du die Regenwürmer husten, die Duette Ich glaub es geht schon wieder los (mit Willi Herren) und Aloha heja he (mit Jürgen Drews) sowie der Sommerhit Das rote Pferd, nach einem Kinderlied auf die Melodie des Chansons Milord, 1960 in der Interpretation von Édith Piaf bekannt geworden, in Beckers Version mit einem Refrain nach Kurt Tucholsky. Diese Single zählte im Jahr 2007 zu den meistgespielten Songs an der Playa de Palma und am Goldstrand und hielt sich mehrere Wochen in den deutschen Singlecharts. Die Idee zu dem Song hatten bereits im Jahre 2006 die Mallorca Cowboys. Markus Becker und die Mallorca Cowboys waren Headliner der Ballermann Hits TV-Show 2007 (RTL II). Inzwischen haben eine Reihe anderer Künstler Coverversionen des Songs herausgebracht. Am 28. Dezember 2007 veröffentlichte Markus Becker Das rote Pferd als Après-Ski-Version wieder unter dem Dach der EMI neu. Diese Version schaffte es 2008 bis auf Platz 4 der deutschen Singlecharts. Markus Becker war außerdem in den Jahren 2006 und 2007 regelmäßig in der VOX-Doku-Soap Ab ins Beet! zu sehen.
Im März des Jahres 2008 gastierte er neben weiteren Künstlern wie Fettes Brot, OneRepublic oder Christina Stürmer bei der Chart-Show The Dome auf RTL II. Auch bei Florian Silbereisen und seinem Frühlingsfest der Volksmusik im Ersten sowie im ZDF-Fernsehgarten war der Entertainer unter anderem schon zu Gast. Sein erstes Album Das rote Pferd (Das Party-Album) erschien am 28. März 2008 bei EMI. Seit 2008 wird Markus Becker bei seinen Live-Auftritten regelmäßig von der Choreographin und ehemaligen Tanz-Weltmeisterin Silke Tischtau und ihren Tänzerinnen unterstützt.
Im Karneval 2010 nahm er zusammen mit Almklausi eine hochdeutsche Version des Oktoberfest-Hits 10 Meter geh’n von Chris Boettcher auf. Im Oktober 2010 erreichte die Single Das rote Pferd Gold in Deutschland für 150.000 verkaufte Tonträger.

## Diskografie

### Alben
- 2008: Das rote Pferd (Das Party-Album)
- 2015: Are you ready to Party
- 2017: King of Kidsclub
- 2018: Kattas Welt
- 2018: King of Kidsclub Vol. 2

### Singles
- 2007: Das rote Pferd (feat. Mallorca Cowboys)
- 2008: Hörst du die Regenwürmer husten?
- 2009: Die bunte Kuh
- 2010: 10 Meter geh’n (feat. Almklausi)
- 2010: Kommt aus euren Häusern raus (feat. Rick Arena)
- 2011: Wir wollen feiern!
- 2011: Helikopter (feat. Ko & Ko)
- 2012: Abi Abi Abitur (feat. Don Francis)
- 2012: Wenn im Dorf die Bratkartoffeln blühn
- 2014: Pandabär
- 2014: Are You Ready for Confetti?
- 2015: Die schönste Frau der Welt
- 2016: Bratwurst, Pommes und ein Bier
- 2017: Tschu Tschu Wa
- 2017: Du musst vom Himmel gefallen sein
- 2018: Kutchiä Kutchio
- 2019: Bierkapitän (Markus Becker und Richard Bier)
- 2020: Ale Ale Aleksandra
- 2024: Oh Susanna - Wo ist das rote Pferd? (mit Marita Köllner & Marc Eggers)

## Auszeichnungen
- Ballermann-Award
  - 2011: in der Kategorie „Bestes Remake / Bester Cover-Song“
  - 2015: in der Kategorie „Bester Party Act“